# Erik Jørgensen (kunstmaler)
 For alternative betydninger, se Erik Jørgensen. (Se også artikler, som begynder med Erik Jørgensen)
Erik Jørgensen (født 10. december 1929 i København, død 19. juni 2019) var en dansk autodidakt billed-kunstner. Hans værker består især af malerier (olie og senere akryl på lærred), men han har også lavet en række serigrafiske tryk, relieffer og enkelte stenfigurer.
Erik Jørgensen koncentrerede sig tidligt om det konkret-abstrakte formsprog, præget af geometriske former, hvis vinkler og cirkler fremstår med en stramhed, der kontrasterer til farveholdningen, der hyppigt domineres af okker og rosa nuancer, men ofte brydes af stærkere primærfarver. 
I 1962 var han medstifter af kunstnersammenslutningen Pro.
Han debuterede i 1959 på Kunstnernes Efterårsudstilling og i 2009 viste han med udstillingen i Den Gule Villa på Frederiksberg et udvalg af sine værker fra de forløbne 50 år. 
I 2017 donerede han sit lager af godt 600 malerier til Rigshospitalet.

## Studier
- Studieophold i London og Istanbul

## Øvrige aktiviteter
- Censor: Kunstnernes Sommerudstilling 1962; Kunstnernes Efterårsudstilling 1964-65; Charlottenborg Forårsudstilling 1970.
- Medlem af komiteen for udstillinger i udlandet 1965-70
- Lærer i tegning og maling, AOF Vestegnen

## Separatudstillinger
- Galleri M., København 1962
- Københavns Kunst Galleri 1964 (s.m. Ebbe Dyre Jarner)
- Kunstnernes egen Kunsthandel, København 1971, 1976
- Galleri Smedegade 2, Tønder 1972
- Atelierudstilling Søndre Fasanvej 36, Frederiksberg 1977-78, 1983, 1985
- Anthropos Gallery, London 1978
- Albertslund Rådhus 1987
- Garagen, København 1989
- Gal. Concorde, København. 1993 (s.m. Rudi Olsen. Poul Reimer og Preben Reinicke)
- Frederiksberg Tekniske skole 1990, 1999
- Den gule villa, Frederiksberg 2009
- Herudover udstillet i forskellige kunstforeninger, på biblioteker, institutioner, virksomheder mv.

## Gruppeudstillinger
- Kunstnernes Efterårsudstilling 1959-60. 1962-63;
- Kunstnernes Påskeudstilling, København 1961-62, 1968-69:
- Kunstnernes Sommerudstilling, København. 1961;
- Købestævnet, Fredericia 1961;
- Charlottenborg Forårsudstilling 1962-69, 1972, 1974;
- Kunstnersammenslutningen Pro 1962-63;
- Niks Malergård. Søster-Svenstrup 1962-69;
- Charlottenborg Efterårsudstilling. 1967, 1973;
- Kunstnersammenslutningen Den Flexible 1974;
- Unge kunstnere, Nikolaj, København. 1966;
- Galeria Współczesna, Warszawa 1969;
- Poex, København, 1970
- Kunsten i hverdagen, Nordjyllands Kunstmuseum, 1975;
- Kontraster, Nikolaj, København. 1981;
- Kunstnere for fred, Charlottenborg, København 1983;
- De nordiske dage, Kotka, Finland. 1986.;
- Kunstnersammenslutningen "Maj 93", København, 2011 og 2015

## Bl.a. solgt til
- Ny Carlsbergfondet
- Statens Kunstfond
- En serie malerier (1970, LO-skolen, Helsingør)
- Malerier (Agfa Gevaert, Glostrup)
- Uden Titel (1991, Dyrtidsfondens direktørkontor)
- En serie malerier (1992, Lejerbos kontorer, Kisumparken, Brøndby)
- En serie malerier (1997, Arbejdsløshedskassernes Samvirke, København)